# Đỗ trọng
Đỗ trọng (danh pháp hai phần: Eucommia ulmoides) là một loài cây gỗ nhỏ, có nguồn gốc ở Trung Quốc. Nó đã tuyệt chủng trong tự nhiên hoang dã, nhưng được trồng khá rộng rãi với tên gọi dân gian là cây đỗ trọng tại Trung Quốc để lấy vỏ có giá trị cao trong y học cổ truyền.
Eucommia ulmoides là loài duy nhất của chi Eucommia cũng như họ Eucommiaceae, trước đây được coi là một bộ riêng rẽ có tên gọi khoa học là Eucommiales. Nó là một trong 50 vị thuốc cơ bản trong y học cổ truyền Trung Hoa, tại đây nó được gọi là 杜仲 (đỗ trọng).Trong Đông y, đỗ trọng là một vị bổ can thận, cường gân cốt, an thai; chủ trị chứng thận hư, đau lưng, liệt dương (dương nuy), thai động, thai lậu, trụy thai. Trong các bài thuốc chữa vô sinh, hiếm muộn, đỗ trọng có vai trò khá quan trọng...
Đỗ trọng có thể cao tới 15 m. Lá của nó sớm rụng, thuộc loại lá đơn hình trứng, mọc so le với các chóp lá nhọn, dài khoảng 8–16 cm với mép lá có răng cưa. Nếu lá bị khía, các tuyến chứa nhựa mủ (latex) được rỉ ứa ra từ các gân lá sẽ đông cứng lại thành một dạng cao su và hàn gắn hai phần lá lại với nhau. Hoa nhỏ, màu ánh lục, không lộ rõ; quả là loại quả cánh chứa một hạt, trông tương tự như quả cánh của cây du, dài 2–3 cm và rộng 1–2 cm.
Eucommia ulmoides đôi khi cũng được trồng trong các vườn thực vật và trong các khu vườn khác tại châu Âu, Bắc Mỹ và một vài khu vực khác, được chú ý vì nó là loài cây sản xuất ra cao su chịu lạnh duy nhất (tới ít nhất là -30 °C).
Trong tiếng Anh, đôi khi nó được gọi là "gutta-percha tree" (cây chây trung, nhựa kết) hay "Chinese rubber tree" (cây cao su Trung Hoa), nhưng cần lưu ý là nó không có quan hệ họ hàng gì với cả chây trung (chi Palaquium) ở Đông Nam Á, mà cũng không có quan hệ gì với cây cao su (Hevea brasiliensis) ở Nam Mỹ.
Các hóa thạch của Eucommia đã được tìm thấy trong các trầm tích than nâu có niên đại khoảng 10–35 triệu năm tại khu vực Trung Âu và khá phổ biến tại Bắc Mỹ (Call & Dilcher 1997), chỉ ra rằng trong quá khứ chi này đã có sự phân bổ rộng hơn rất nhiều.

## Sử dụng
Vỏ đỗ trọng được sử dụng trong y học cổ truyền Trung Hoa để điều trị phong thấp, tê ngứa, đau lưng dưới, đau đầu gối cũng như để ngăn ngừa sẩy thai và hạ huyết áp tùy theo cách dùng như dùng sống, sao đen, tẩm muối (rươu) đem sao. Ngoài ra còn có tác dụng bổ Thận, là một vị thuốc chủ đạo trong các phương thuốc điều trị bệnh về thận và xương khớp.